# Marianne Brandt (contralto)
Marianne Brandt (Viena, 12 de septiembre de 1842 - Penzing, 9 de julio de 1921) fue una cantante de ópera austriaca con reputación internacional.

## Biografía
Nació como Marie Bischof se educó musicalmente en el conservatorio de música de esa ciudad y más adelante estudió con Pauline Viardot-García. Llamó la atención por primera vez en 1867interpretando en el escenario a Rachel, en La judía. Poco después aceptó un contrato en la ópera de Graz. De 1868 a 1886 estuvo asociada con la Ópera Real de Berlín.
Brandt viajó a Nueva York durante la década de 1880, donde cantó las temporadas de 1884 a 1888 los principales papeles de contralto en el Metropolitan Opera House, bajo la batuta de Anton Seidl. Al mismo tiempo que Brandt, también actuaron en la Opera House la soprano alemana Lilli Lehmann y el también alemán bajo-barítono Emil Fischer. El artista asociado para su gira de 1887, fue el pianista Carl Lachmund.
En 1890 regresó a Viena para trabajar como profesora de canto y actuando en conciertos. Tuvo como alumnos a Edyth Walker y a Ada Soder-Hueck.
Dotada de una rica voz de contralto/ mezzosoprano de extraordinario alcance y de excepcionales dotes histriónicas, Brandt fue considerada, en su mejor momento, como una de las más grandes vocalistas de ópera alemanas del siglo XIX. Como admirable intérprete de papeles wagnerianos, contribuyó en gran medida al éxito de los festivales de música de Bayreuth en 1876 y 1882. Su voz se puede escuchar en algunas grabaciones de Pathé realizadas a principios del siglo XX.
Murió en 1921, a los 78 años, en Viena y fue enterrada en el cementerio Hadersdorf-Weidlingau de Penzing .